# Стрельба на летних Олимпийских играх 2012 — дубль-трап (мужчины)
Соревнования по стендовой стрельбе в дисциплине дубль-трап среди мужчин на летних Олимпийских играх 2012 года прошли 2 августа. В соревнованиях принимали участие 23 спортсмена из 18 стран.
В квалификационном раунде спортсмены выполняли 3 серии по 50 выстрелов каждая. Выстрелы выполнялись дуплетом, одновременно вылетали сразу две мишени. В финал из квалификации вышли 6 спортсменов с наибольшим количеством поражённых мишеней. В финале стрелки выполняли ещё 50 выстрелов. Чемпион определялся по итогам всех 200 выстрелов.

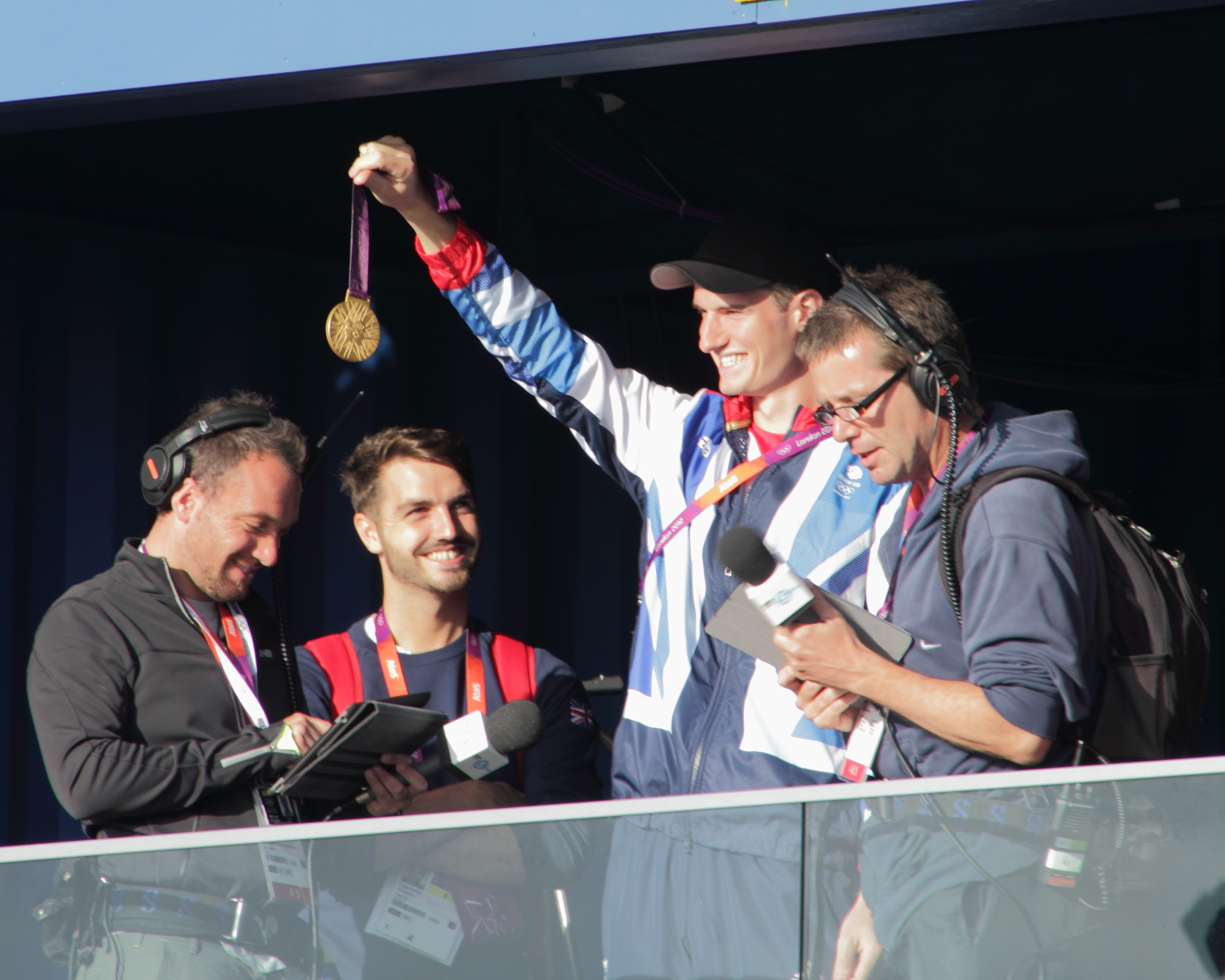
Чемпион Питер Уилсон со своей медалью на следующий день после соревнований

Олимпийский чемпион 2008 года и олимпийский рекордсмен американец Уолтон Эллер показал лишь 22-й результат в квалификации среди 23 стрелков и в финал не вышел. Вице-чемпион Пекина итальянец Франческо Д’Аньелло и бронзовый призёр Пекина китаец Ху Биньюань (7-й и 14-й результаты в квалификации соответственно) также не сумели выйти в финал.
В соревновании также принимали участие олимпийский чемпион 1996 года дубль-трапе австралиец Расселл Марк и олимпийский чемпион 2000 года в этой дисциплине британец Ричард Фолдс, но оба не прошли квалификацию (Фолдс провалил первую серию, выбив всего 39 из 50 и даже абсолютно лучшая среди всех участников третья серия — 48 из 50 — не позволила ему подняться выше 12-го места).
По итогам квалификации лидерство уверенно захватил 26-летний британский дебютант Олимпийских игр Питер Уилсон, поразивший 143 из 150 мишеней. По ходу финала рекордсмен мира Уилсон ни разу не утрачивал единоличного лидерства. Золото Уилсона стало единственной наградой хозяев в стрелковом спорте на Играх в Лондоне и первым золотом в стрелковом спорте на Олимпийских играх с 2000 года. 
Лучшую серию в финале (49 из 50) показал швед Хокан Дальбю, что позволило ему выиграть серебро. За бронзу пришлось проводить перестрелку между Василием Мосиным из России и кувейтцем Фехайдом Ад-Дихани, которая завершилась победой Мосина, который выиграл единственную медаль России в стрелковом спорте на Олимпиаде в Лондоне.
Для России и Швеции медали в Лондоне стали первыми, завоёванными в этой дисциплине на Олимпийских играх с момента её появления в олимпийской программе в 1996 году в Атланте.

## Призёры
| Золото                      | Серебро             | Бронза               |
| Питер Уилсон Великобритания | Хокан Дальбю Швеция | Василий Мосин Россия |

## Рекорды
| Квалификация       | Квалификация         | Квалификация | Квалификация           | Квалификация    |
| ------------------ | -------------------- | ------------ | ---------------------- | --------------- |
| Мировой рекорд     | Виталий Фокеев (RUS) | 148          | Консепсьон, Техас, США | 3 марта 2011    |
| Олимпийский рекорд | Уолтон Эллер (USA)   | 145          | Пекин, Китай           | 12 августа 2008 |

| Сумма              | Сумма              | Сумма        | Сумма        | Сумма           |
| ------------------ | ------------------ | ------------ | ------------ | --------------- |
| Мировой рекорд     | Питер Уилсон (GBR) | 198 (148+50) | Тусон, США   | 28 марта 2012   |
| Олимпийский рекорд | Уолтон Эллер (USA) | 190 (145+45) | Пекин, Китай | 12 августа 2008 |

## Соревнования

### Квалификация
В квалификационных соревнованиях спортсмены выполняют 3 серии по 50 выстрелов. В финал выходят 6 спортсменов, показавших лучший результат.
| Место | Спортсмен                 | Серии | Серии | Серии | Всего |
| Место | Спортсмен                 | 1     | 2     | 3     | Всего |
| ----- | ------------------------- | ----- | ----- | ----- | ----- |
| 1     | Питер Уилсон (GBR)        | 48    | 48    | 47    | 143   |
| 2     | Василий Мосин (RUS)       | 48    | 45    | 47    | 140   |
| 3     | Фехайд Ад-Дихани (KUW)    | 47    | 47    | 46    | 140   |
| 4     | Виталий Фокеев (RUS)      | 44    | 48    | 47    | 139   |
| 5     | Хокан Дальбю (SWE)        | 45    | 46    | 46    | 137   |
| 6     | Ричард Богнар (HUN)       | 44    | 49    | 44    | 137   |
| 7     | Рашид Аль-Атба (QAT)      | 43    | 46    | 47    | 136   |
| 8     | Франческо Д’Аньелло (ITA) | 48    | 44    | 44    | 136   |
| 9     | Уильям Четкути (MLT)      | 43    | 47    | 45    | 135   |
| 10    | Ли Цзюнь (CHN)            | 40    | 47    | 47    | 134   |
| 11    | Ронджан Содхи (IND)       | 48    | 44    | 42    | 134   |
| 12    | Ричард Фолдс (GBR)        | 39    | 46    | 48    | 133   |
| 13    | Джума Аль-Мактум (UAE)    | 42    | 45    | 46    | 133   |
| 14    | Ху Биньюань (CHN)         | 42    | 48    | 43    | 133   |
| 15    | Алистер Дэвис (RSA)       | 43    | 43    | 46    | 132   |
| 16    | Джошуа Ричмонд (USA)      | 44    | 42    | 45    | 131   |
| 17    | Филипе Фузаро (BRA)       | 44    | 44    | 43    | 131   |
| 18    | Даниеле Ди Спиньо (ITA)   | 43    | 46    | 42    | 131   |
| 19    | Ахмед Аль-Хатми (OMA)     | 37    | 46    | 46    | 129   |
| 20    | Расселл Марк (AUS)        | 43    | 41    | 44    | 128   |
| 21    | Хосе Торрес Лабой (PUR)   | 41    | 43    | 43    | 127   |
| 22    | Уолтон Эллер (USA)        | 41    | 43    | 42    | 126   |
| 23    | Антон Гласнович (CRO)     | 38    | 34    | 42    | 114   |

### Финал
В финале спортсмены выполняли по 50 выстрелов.
| Место | Спортсмен              | Квалификация | Финал | Сумма | Перестрелка за бронзу |
| ----- | ---------------------- | ------------ | ----- | ----- | --------------------- |
| 1     | Питер Уилсон (GBR)     | 143          | 45    | 188   |                       |
| 2     | Хокан Дальбю (SWE)     | 137          | 49    | 186   |                       |
| 3     | Василий Мосин (RUS)    | 140          | 45    | 185   | 2                     |
| 4     | Фехайд Ад-Дихани (KUW) | 140          | 45    | 185   | 1                     |
| 5     | Виталий Фокеев (RUS)   | 139          | 45    | 184   |                       |
| 6     | Ричард Богнар (HUN)    | 137          | 45    | 182   |                       |